# Unione Sportiva Città di Pontedera 2013-2014
Questa voce raccoglie le informazioni riguardanti l'Unione Sportiva Città di Pontedera nelle competizioni ufficiali della stagione 2013-2014.

## Stagione
Il Pontedera disputa il primo campionato in Lega Pro Prima Divisione, il diciannovesimo disputato dal club nel terzo livello del calcio italiano. Con alla guida Paolo Indiani, la squadra viene eliminata al primo turno della Coppa Italia dal Benevento per 4-0, e al secondo turno della Coppa Italia Lega Pro dalla Virtus Entella per 1-0. Con l'ottava posizione nel girone B del campionato si qualifica inoltre ai play-off, ma viene eliminato ai quarti di finale dal Lecce, perdendo ai rigori (dopo aver pareggiato 0-0 ai tempi regolamentari e supplementari) nella gara unica disputata allo Stadio Via del Mare di Lecce. Viene ammessa alla nuova terza serie.

## Divise e sponsor
Lo sponsor tecnico per la stagione 2013-2014 è Sportika, mentre gli sponsor ufficiali sono Ghibli Srl e Geu.
| Casa | Trasferta |

## Organigramma societario
Area direttiva
- Presidenti: Gianfranco Donnini, Paolo Boschi

Area tecnica
- Direttore sportivo: Nicola Benedetti
- Responsabile: Paolo Giovannini
- Allenatore: Paolo Indiani
- Allenatore in seconda: Ivan Maraia
- Preparatore atletico: Fabio Ristori
- Preparatore dei portieri: Michele Ribechini

Area sanitaria
- Responsabile: Ezio Giunti
- Medico sociale: Tiziano Balestrino
- Massaggiatori: Ivano Andreucci

## Rosa
| N. |                   | Ruolo | Calciatore         |
| -- | ----------------- | ----- | ------------------ |
|    | Italia (bandiera) | P     | Gianmarco Lenzi    |
|    | Italia (bandiera) | P     | Stefano Addario    |
|    | Italia (bandiera) | P     | Matteo Bitozzi     |
|    | Italia (bandiera) | P     | Matteo Ricci       |
|    | Italia (bandiera) | D     | Andrea Gasbarro    |
|    | Italia (bandiera) | D     | Federico Vettori   |
|    | Italia (bandiera) | D     | Flavio Cianci      |
|    | Italia (bandiera) | D     | Lorenzo Gonnelli   |
|    | Italia (bandiera) | D     | Dani Verruschi     |
|    | Italia (bandiera) | D     | Jacopo Galli       |
|    | Italia (bandiera) | D     | Gianluca Romiti    |
|    | Italia (bandiera) | D     | Enrico Pezzi       |
|    | Italia (bandiera) | C     | Andrea Scicchitano |

| N. |                   | Ruolo | Calciatore         |
| -- | ----------------- | ----- | ------------------ |
|    | Italia (bandiera) | C     | Andrea Settembrini |
|    | Italia (bandiera) | C     | Alberto Spada      |
|    | Italia (bandiera) | C     | Andrea Pastore     |
|    | Italia (bandiera) | C     | Paolo Regoli       |
|    | Italia (bandiera) | C     | Andrea Caponi      |
|    | Italia (bandiera) | C     | Gregorio Luperini  |
|    | Italia (bandiera) | C     | Paolo Bartolomei   |
|    | Italia (bandiera) | C     | Giovanni Di Noia   |
|    | Italia (bandiera) | A     | Andrea Picone      |
|    | Italia (bandiera) | A     | Manuel Pera        |
|    | Italia (bandiera) | A     | Andrea Arrighini   |
|    | Italia (bandiera) | A     | Luigi Grassi       |

## Risultati

### Lega Pro Prima Divisione

#### Girone di andata
| Arbitro: | Pezzuto (Lecce) |

|                                                 |           |                      |
| Arrighini 3’, 30’, 49’ Bartolomei 8’ Grassi 70’ | Marcatori | 28’ Giovio 33’ Obodo |

| Arbitro: | Rocca (Vibo Valentia) |

|             |           |                                   |
| De Sena 73’ | Marcatori | 9’ (aut.) Meola 93’ (rig.) Grassi |

| Arbitro: | Cifelli (Campobasso) |

|                              |           |                                 |
| Pastore 48’ D’Agostino 90+3’ | Marcatori | 5’ (aut.) Arrighini 44’ De Vena |

| Arbitro: | Piccinini (Forlì) |

|            |           |                                 |
| Guazzo 78’ | Marcatori | 36’ Arrighini 82’ (rig.) Grassi |

| Arbitro: | Lanza (Nichelino) |

|                          |           |              |
| Grassi 58’ Arrighini 84’ | Marcatori | 83’ Altinier |

| Arbitro: | D’Angelo (Ascoli Piceno) |

|          |           |                            |
| Arma 16’ | Marcatori | 10’ Di Noia 48’ Bartolomei |

| Arbitro: | Baldicchi (Città di Castello) |

|                          |           |                 |
| Grassi 11’ Arrighini 27’ | Marcatori | 35’, 58’ Lanini |

| Arbitro: | Rocca (Vibo Valentia) |

|                                                           |           |  |
| D. Ciofani 19’ Altobelli 36’ Curiale 44’, 74’ Soddimo 51’ | Marcatori |  |

| Arbitro: | Bellotti (Verona) |

|            |           |            |
| Grassi 58’ | Marcatori | 25’ Lepore |

| Arbitro: | Marini (Roma 1) |

|           |           |  |
| Fiore 48’ | Marcatori |  |

| Pontedera 10 novembre 2013, ore 14:30 CET Girone B - 11ª giornata | Pontedera         | 0 – 0 referto | Lecce | Stadio Ettore Mannucci (1.042 spett.)\| Arbitro: \| Lanza (Nichelino) \| |
| Arbitro:                                                          | Lanza (Nichelino) |               |       |                                                                          |

| Arbitro: | Vincenzo Ripa (Nocera Inferiore) |

|                        |           |  |
| Malatesta 90+1’, 90+3’ | Marcatori |  |

| Arbitro: | Martinelli (Roma) |

|                              |           |                                |
| Regoli 65’ Grassi 68’ (rig.) | Marcatori | 14’, 58’ Del Pinto 64’ Agnello |

| Arbitro: | Ros (Pordenone) |

|                        |           |                           |
| D'Errico 79’ Ilari 90’ | Marcatori | 24’ Arrighini 45+2’ Pezzi |

| Arbitro: | Illuzzi (Molfetta) |

|  |           |            |
|  | Marcatori | 39’ Eusepi |

| 15 dicembre 2013 Girone B - 16ª giornata Turno di riposo |  | – |  |  |

| Arbitro: | Fiore (Barletta) |

|                             |           |                 |
| Luparini 83’ Longobardi 95’ | Marcatori | 45’, 57’ Grassi |

#### Girone di ritorno
| Arbitro: | Aversano (Treviso) |

|                         |           |                       |
| Bombagi 3’ Ferretti 29’ | Marcatori | 22’ Regoli 65’ Picone |

| Arbitro: | Cifelli (Campobasso) |

|               |           |                |
| Arrighini 13’ | Marcatori | 69’ Panariello |

| Viareggio 19 gennaio 2014, ore 14:30 CEST Girone B - 20ª giornata | Viareggio         | 0 – 0 referto | Pontedera | Stadio Torquato Bresciani (600 spett.)\| Arbitro: \| Bellotti (Verona) \| |
| Arbitro:                                                          | Bellotti (Verona) |               |           |                                                                           |

| Arbitro: | Pezzuto (Lecce) |

|                                      |           |  |
| Siniscalchi 18’ (aut.) Arrighini 23’ | Marcatori |  |

| Arbitro: | Piccinini (Forlì) |

|                                    |           |  |
| Mengoni 60’ Felice Evacuo 70’, 89’ | Marcatori |  |

| Arbitro: | Sacchi (Macerata) |

|                         |           |                             |
| Picone 58’ Gonnelli 89’ | Marcatori | 32’ (rig.) Arma 86’ Mannini |

| Arbitro: | Abisso (Palermo) |

|                                                              |           |                        |
| Romano 2’ (rig.) Cavagna 63’ (rig.) Magnaghi 72’ Corvesi 81’ | Marcatori | 65’ Arrighini 79’ Pera |

| Arbitro: | Fiore (Barletta) |

|                           |           |                      |
| Arrighini 65’ (rig.), 80’ | Marcatori | 55’ (rig.) D.Ciofani |

| Nocera Inferiore 2 marzo 2014 Girone B - 26ª giornata | Nocerina | 0 – 3 (tav) | Pontedera | Stadio San Francesco d'Assisi |

| Pontedera 9 marzo 2014, ore 14:30 CEST Girone B - 27ª giornata | Pontedera          | 0 – 0 referto | Catanzaro | Stadio Ettore Mannucci (800 spett.)\| Arbitro: \| Aversano (Treviso) \| |
| Arbitro:                                                       | Aversano (Treviso) |               |           |                                                                         |

| Arbitro: | Caso (Verona) |

|                              |           |  |
| Miccoli 44’, 74’, 77’ (rig.) | Marcatori |  |

| Arbitro: | Casalucci (Lecce) |

|                                       |           |  |
| Pera 22 ’, 67’ Pastore 24’ Grassi 47’ | Marcatori |  |

| Arbitro: | Pezzuto (Lecce) |

|  |           |                       |
|  | Marcatori | 68’ Caponi 83’ Regoli |

| Arbitro: | Lacagnina (Caltanissetta) |

|                                      |           |               |
| Grassi 11’ (rig.), 17’ Arrighini 43’ | Marcatori | 54’ La Mantia |

| Arbitro: | Serra (Torino) |

|            |           |  |
| Mazzeo 17’ | Marcatori |  |

| 27 aprile 2013 Girone B - 33ª giornata Turno di riposo |  | – |  |  |

| Arbitro: | Pierro (Nola) |

|                                   |           |                |
| Arrighini 18’ Grassi 29’ Pera 70’ | Marcatori | 88’ Falconieri |

### Coppa Italia
| Arbitro: | D’Angelo (Ascoli Piceno) |

|                                                     |           |  |
| Montiel 3’ Evacuo 10’, 90+2’ (rig.) Campagnacci 19’ | Marcatori |  |

### Coppa Italia Lega Pro
| Arbitro: | Mainardi (Bergamo) |

|            |           |                                 |
| Trocar 35’ | Marcatori | 36’ Regoli 85’ (rig.) Arrighini |

| Arbitro: | Piscopo (Imperia) |

|  |           |             |
|  | Marcatori | 22’ Troiano |